# Roman Holec
Roman Holec (Pozsony, 1959. november 9. –) szlovák történészprofesszor.

## Élete
1983-ban végzett a Comenius Egyetemen. 1984-től ugyanott kisdoktor, 1990-ben pedig a tudományok kandidátusa fokozatot szerzett a Történeti Intézetben. 1995-től a Comenius Egyetem docense, 2000-től professzora. A Szlovák Tudományos Akadémia Történeti Intézetének is munkatársa.
A 19. század gazdasági, szociális és politikai történetével foglalkozik.

## Elismerései
- 1984 SzTA fiatal tudományos munkatársak díja
- 2002 Jozef Miloslav Hurban-díj (Matica slovenská)
- 2002/2014 Egon Ervin Kisch-díj
- 2009 Kormányfő-helyettes díja
- 2010 Comenius Egyetem ezüstérme
- Literárny Fond díja

## Művei
- 1997 Tragédia v Černovej a slovenská spoločnosť. Martin
- 2001 Poslední Habsburgovci a Slovensko
- 2001 Zabudnuté osudy – Desať životných príbehov z novodobých slovenských dejín. Martin
- 2006 Aristokrat v službách štátu – Gróf Emanuel Péchy (tsz. Júlia Pálová)
- 2008 Prvá svetová vojna – Slovensko v 20. storočí. Bratislava (tsz.)
- 2010 Coburgovci a Slovensko
- 2011 Dejiny plné dynamitu
- 2012 Kľúčové problémy moderných slovenských dejín 1848-1992. Bratislava (tsz.)
- 2012 Revolúcia 1848/49 a historická pamäť. Bratislava
- 2012 Rozpad Uhorska a trianonská zmluva. Bratislava (tsz.)
- 2012 Slováci po rakúsko-uhorskom vyrovnaní (tsz.)
- 2013 V službách cisára Františka Jozefa – Z pamätí lokaja a dvornej dámy (tsz. Marian Bovan)
- 2013 Lásky a škandály v našich panovníckych rodoch (tsz.)
- 2014 Človek a príroda v "dlhom" 19. storočí. Bratislava
- 2019 Bratislavskí Habsburgovci
- 2019 Hlinka – Otec národa
- 2020 Trianon – triumf a katastrofa
- 2023 Európsky rod v slovenskom svete - Rod Friesenhof a Oldenburg 1789-1945. (tsz. Alexandra Lukáčová)
- 2024 Panslávi s erbom

### Magyarul
- Dinamitos történelem. A pozsonyi Dynamit Nobel vegyipari konszern a közép-európai történelem keresztútján. 1873–1945; ford. Szabómihály Gizella; Kalligram, Pozsony, 2009 (Pozsony város történetei)
- Diadal és katasztrófa. Trianon egy szlovák történész szemével; ford. Marosz Diána; Lábnyom–Zelený kocúr, Bp.–Somorja, 2022